# Distrito de Dietikon
El distrito de Dietikon es uno de los 12 distritos del Cantón de Zúrich, en Suiza. Su capital es la ciudad de igual nombre: Dietikon.

## Historia
El distrito de Dietikon fue creado en 1989 con el objeto de dividir Zúrich en tres partes. La parte oeste sería Dietikon, la este el de Zúrich (que incluye la propia ciudad) y el municipio de Zollikon, más tarde integrada en el Distrito de Meilen.

## Geografía
El distrito de Dietikon limita al norte con el distrito de Dielsdorf, al este con Zúrich, al sureste con Affoltern, y al oeste con Bremgarten (AG) y Baden (AG).

## Comunas
| Distrito de Dietikon | Distrito de Dietikon   | Distrito de Dietikon |
| Comunas              | Población (31.12.2008) | Superficie km²       |
| -------------------- | ---------------------- | -------------------- |
| Aesch                | 987                    | 5.24                 |
| Birmensdorf          | 5810                   | 11.38                |
| Dietikon             | 22 954                 | 9.33                 |
| Geroldswil           | 4518                   | 1.91                 |
| Oberengstringen      | 6198                   | 2.13                 |
| Oetwil an der Limmat | 2247                   | 2.76                 |
| Schlieren            | 14 234                 | 6.58                 |
| Uitikon              | 3837                   | 4.38                 |
| Unterengstringen     | 3070                   | 3.32                 |
| Urdorf               | 9215                   | 7.62                 |
| Weiningen            | 4153                   | 5.41                 |
| Total (11)           | 77 223                 | 60.06                |